# Жульєт Бінош
Жульє́т Біно́ш (фр. Juliette Binoche; 9 березня 1964, Париж) — французька акторка, художниця, танцюристка. Володарка 15 премій у кінематографі, лауреатка «Оскара» (1997) за фільм «Англійський пацієнт». Зіграла в понад 60 кінострічках. Відома за ролями у фільмах «Нестерпна легкість буття», «Три кольори: Синій», «Англійський пацієнт», «Гусар на даху», «Шоколад». Одна з найвисокооплачуваніших акторок Франції[джерело?].

## Біографія
Народилася в Парижі в родині скульптора Жана-Марі Бінош та театральної акторки Монік Стеленс. Батьки розлучилися, коли Жюльєт було чотири, і мати відправила їх із сестрою Маріон до інтернату. У школі Жульєт вчилася не дуже добре, та все змінилося, коли мати змогла подарувати їй альбоми з шедеврами видатних художників: їй подобалося робити копії з репродукцій. В юності доводилось підробляти касиркою. З 15 років займалася в національній школі мистецтв у Парижі.

## Кар'єра
На професійній сцені Бінош з 1980 року, дебютувала в кіно у фільмі «Прекрасна свобода» (1983). У 23 роки привернула увагу міжнародної кінокритики роботою в фільмі Філіпа Кауфмана «Нестерпна легкість буття».
Жульєт Бінош захоплювалася щоденниками Марії Башкирцевої, і на початку акторської кар'єри зіграти Башкирцеву було найбільшою мрією. Бінош захоплена стрічками Андрія Тарковського.
Працювала з режисерами Жаном-Люком Годаром, Луї Малем, Сафі Неббу, Криштофом Кесльовським, Жаном-Полем Раппно, Леосом Караксом.
Для Бінош багато важать етична й політична складові кіно, вона більше прагне зніматися в стрічках із чітким громадянським меседжем, де насмілюються задавати незручні, а то й заборонені питання.
Україна стала першою країною Східної Європи, куди Бінош привезла свій проєкт Jubilations («Радіння») — п'ять стрічок, які акторка вважає для себе доленосними: «Побачення», «Коханці з Нового мосту», «Три кольори: Синій», «Історія кохання» та «Літній час». Окрім фільмів, до проєкту входить виставка «Портрети. В-Очах» (Portraits. In-Eyes) та її вірші, що супроводжують живопис.

## Особисте життя
Народила двох дітей: Рафаеля (2 вересня 1993) від Андре Алле та Ганну (16 грудня 1999) від Бенуа Мажимеля. Стала хрещеною матір'ю п'яти камбоджійських дітей.

## Фільмографія
| Рік  |    | Українська назва                            | Мовою оригіналу                                 | Роль                         |
| ---- | -- | ------------------------------------------- | ----------------------------------------------- | ---------------------------- |
| 1983 | ф  | Прекрасна свобода                           | Liberty belle                                   | донька гонщика               |
| 1983 | тф |                                             | Dorothée, danseuse de corde                     |                              |
| 1985 | тф |                                             | Fort bloqué                                     | Ніколь                       |
| 1985 | ф  | Вітаю тебе, Марі                            | Je vous salue, Marie                            | Жульєт                       |
| 1985 | ф  | Дітки                                       | Les nanas                                       | Антуанета                    |
| 1985 | ф  | Сімейне життя                               | La vie de famille                               | Наташа                       |
| 1985 | ф  | Прощавай, борсуче                           | Adieu blaireau                                  | Бріджитт                     |
| 1985 | ф  | Побачення                                   | Rendez-vous                                     | Ніна/Анна Лар'є              |
| 1985 | ф  | Краще в житті                               | Le meilleur de la vie                           | подруга Вероніки             |
| 1986 | ф  | Мій зять, вбив мою сестру                   | Mon beau-frère a tué ma soeur                   | Естер                        |
| 1986 | ф  | Дурна кров                                  | Mauvais sang                                    | Анна                         |
| 1988 | ф  | Нестерпна легкість буття                    | The Unbearable Lightness of Being               | Тереза                       |
| 1989 | ф  | Коло на манежі                              | Un tour de manège                               | Ельза                        |
| 1991 | тф | Жінки та чоловіки 2: В коханні немає правил | Women & Men 2: In Love There Are No Rules       | Мара                         |
| 1991 | ф  | Коханці з Пон-Неф                           | Les amants du Pont-Neuf                         | Мішель                       |
| 1991 | ф  | Буремний перевал                            | Wuthering Heights                               | Кетрін Ерншо; Кетрін Лінтон  |
| 1992 | ф  | Пошкодження                                 | Damage                                          | Ен Бартон                    |
| 1993 | ф  | Три кольори: Синій                          | Trois Couleurs: Bleu                            | Жулі Віньон (де Курсі)       |
| 1994 | ф  | Три кольори: Білий                          | Trzy kolory: Bialy                              | Жулі Віньон (де Курсі)       |
| 1994 | ф  | Три кольори: Червоний                       | Trzy kolory: Czerwony                           | Жулі Віньон (де Курсі)       |
| 1995 | ф  | Гусар на даху                               | Le hussard sur le toit                          | Поліна де Теус               |
| 1996 | ф  | Постіль в Нью-Йорку                         | Un divan à New York                             | Беатріс                      |
| 1996 | ф  | Англійський пацієнт                         | The English Patient                             | Ханна                        |
| 1998 | ф  | Еліс та Мартін                              | Alice et Martin                                 | Еліс                         |
| 1999 | ф  | Діти століття                               | Les enfants du siècle                           | Жорж Санд                    |
| 2000 | ф  | Вдова з острову Сен-Пєр                     | La veuve de Saint-Pierre                        | Паулін                       |
| 2000 | ф  | Код невідомий                               | Code inconnu: Récit incomplet de divers voyages | Анна Лорен                   |
| 2000 | ф  | Шоколад                                     | Chocolat                                        | Віан Роше                    |
| 2002 | ф  | Історія кохання                             | Décalage horaire                                | Роза                         |
| 2004 | ф  | В моїй країні                               | Country of My Skull                             | Анна Малан                   |
| 2005 | ф  | Приховане                                   | Caché                                           | Анн Лоран                    |
| 2005 | ф  | Сезон бджіл                                 | Bee Season                                      | Мірієм                       |
| 2005 | ф  | Марія                                       | Mary                                            | Марія Палесі/Марія Магдалина |
| 2006 | ф  | Париже, я люблю тебе                        | Paris, je t'aime                                | Сюзанна                      |
| 2006 | ф  | Декілька днів у вересні                     | Quelques jours en septembre                     | Ірен Монтано                 |
| 2006 | ф  | Вторгнення                                  | Breaking and Entering                           | Аміра Сіміч                  |
| 2007 | ф  | Політ червоної кульки                       | Le voyage du ballon rouge                       | Сюзан                        |
| 2007 | ф  | Розставання                                 | Disengagement                                   | Анна                         |
| 2007 | ф  | Закохатись в наречену брата                 | Dan in Real Life                                | Марі                         |
| 2008 | ф  | Париж                                       | Paris                                           | Еліза                        |
| 2008 | ф  | Літній час                                  | L'heure d'été                                   | Едріен                       |
| 2008 | ф  | Шірін                                       | Shirin                                          | Телеглядачка                 |
| 2010 | ф  | Завірена копія                              | Copie conforme                                  | «Вона»                       |
| 2011 | ф  | Небезпечний квартал                         | The Son of No One                               | Лорен Бріджес                |
| 2011 | ф  | Відвертості                                 | Elles                                           | Ен                           |
| 2012 | ф  | Космополіс                                  | Cosmopolis                                      | Діді Фенчер                  |
| 2012 | ф  | Життя іншої                                 | La vie d'une autre                              | Мері                         |
| 2012 | ф  | Мавпа на плечах                             | À coeur ouvert                                  | Міла                         |
| 2013 | ф  | Каміла Клодель, 1915                        | Camille Claudel 1915                            | Каміла Клодель               |
| 2013 | ф  | Тисячу разів на добраніч                    | A Thousand Times Good Night                     | Ребека                       |
| 2014 | ф  | Зільс-Марія                                 | Sils Maria                                      | Марія Ендерс                 |
| 2014 | ф  | Слова і Картини                             | Words and Pictures                              | Діна Дельсанто               |
| 2014 | ф  | Ніхто не хоче цієї ночі                     | Nadie quiere la noche                           | Джозефіна Пірі               |
| 2014 | ф  | Ґодзілла                                    | Godzilla                                        | Сандра Броді                 |
| 2015 | ф  | 33                                          | The 33                                          | Марія Сеговія                |
| 2015 | ф  | 7 листів                                    | 7 Letters                                       | Ел                           |
| 2015 | ф  |                                             | Endless Night                                   | Жозефін Пірі                 |
| 2015 | ф  |                                             | The Wait                                        | Анна                         |
| 2016 | ф  | Моя краля                                   | Ma loute                                        | Од ван Петегем               |
| 2016 | ф  |                                             | Polina, danser sa vie                           | Лірія                        |
| 2017 | ф  | Привид у броні                              | Ghost in the Shell                              | докторка Велет               |
| 2017 | ф  |                                             | Telle mère, telle fille                         | Мадо                         |
| 2017 | ф  | Нехай світить сонце                         | Un beau soleil intérieur                        | Ізабель                      |
| 2018 | ф  |                                             | Voyage à Yoshino                                | Жанна                        |
| 2018 | ф  | На висоті                                   | High Life                                       | Дібс                         |
| 2018 | ф  |                                             | Doubles vies                                    | Селена                       |
| 2019 | ф  | Та, якій ви вірите                          | Celle que vous croyez                           | Клер Мійо                    |
| 2019 | ф  | Правда                                      | La Vérité                                       | Люмір                        |
| 2020 | ф  | Школа хороших дружин                        | La bonne épouse                                 | Полетт Ван дер Бек           |
| TBA  | ф  |                                             | Avec amour et acharnement                       |                              |
| 2022 | ф  | Райське шосе                                | Paradise Highway                                | Саллі                        |
| 2022 | ф  | Сходи                                       | The Staircase                                   | Софі Брюне                   |
| 2024 | с  | Новий образ                                 | The New Look                                    | Коко Шанель                  |
|      |    |                                             |                                                 |                              |

## Нагороди та номінації

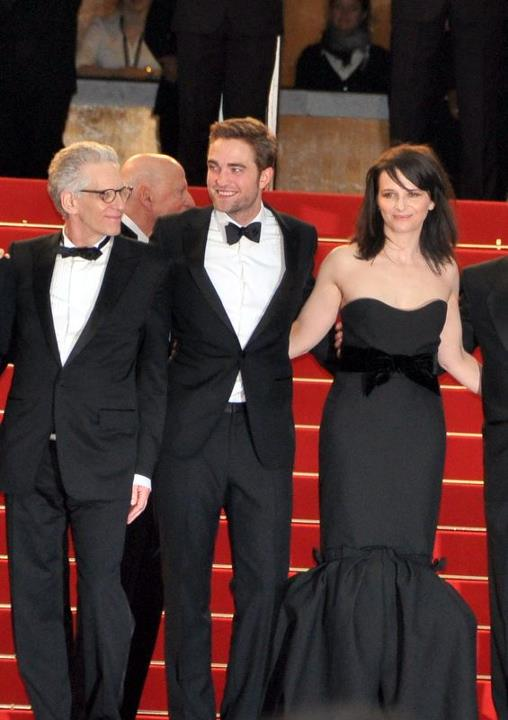
Жульєт Бінош на Каннському кінофестивалі, 2012 рік

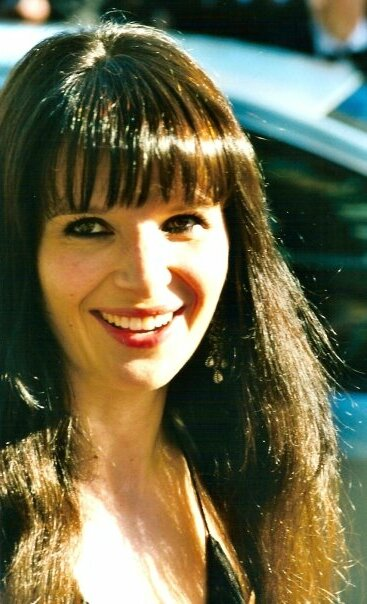
Жульєт Бінош у Каннах, 2002 рік.

- 1986 — Сезар — номінація: найкраща акторка (Побачення, 1985)
- 1986 — Prix Romy Schneider — премія Ромі Шнайдер
- 1986 — SACD Awards — премія Сюзани Бянкеті
- 1987 — Сезар — номінація: найкраща акторка (Дурна кров, 1986)
- 1992 — Європейський кіноприз — перемога в номінації: найкраща акторка (Коханці з нового мосту, 1991)
- 1992 — Сезар — номінація: найкраща акторка (Коханці з нового мосту, 1991)
- 1993 — Сезар — номінація: найкраща акторка (Пошкодження, 1992)
- 1993 — Берлінський кінофестиваль — Камера Берлінале
- 1993 — Венеційський кінофестиваль — перемога в номінації: Кубок Вольпі за найкращу жіночу роль (Три кольори: Синій, 1993)
- 1994 — Сезар — перемога в номінації: найкраща акторка (Три кольори: Синій, 1993)
- 1994 — Золотий глобус — номінація: найкраща жіноча роль (драма) (Три кольори: Синій, 1993)
- 1994 — Sant Jordi Awards — перемога в номінації: найкраща іноземна акторка (Три кольори: Синій, 1993), (Пошкодження, 1992), (Коханці з нового мосту, 1991)
- 1996 — Сезар — номінація: найкраща акторка (Гусар на даху, 1995)
- 1996 — Премія Національної ради кінокритиків США — перемога в номінації: найкраща акторка другого плану (Англійський пацієнт, 1996)
- 1997 — Європейський кіноприз — перемога в номінації: найкраща акторка (Англійський пацієнт, 1996)
- 1997 — Chlotrudis Society for Independent Film — перемога в номінації: найкраща акторка другого плану (Англійський пацієнт, 1996)
- 1997 — Асоціація кінокритиків Чикаго — номінація: найкраща жіноча роль другого плану (Англійський пацієнт, 1996)
- 1997 — Кінофестиваль у Кабурі — перемога в номінації: найкраща акторка (Англійський пацієнт, 1996)
- 1997 — Берлінський кінофестиваль — перемога в номінації: найкраща жіноча роль (Англійський пацієнт, 1996)
- 1997 — Британська академія телебачення та кіномистецтва — перемога в номінації: Премія за найкращу жіночу другорядну роль (Англійський пацієнт, 1996)
- 1997 — Золотий глобус — номінація: найкраща жіноча роль другого плану (Англійський пацієнт, 1996)
- 1997 — Southeastern Film Critics Association Awards — третє місце в номінації: найкраща акторка другого плану (Англійський пацієнт, 1996)
- 1997 — Премія Гільдії кіноакторів США — номінація: за найкращий акторський склад в ігровому кіно (Англійський пацієнт, 1996)
- 1997 — Премія Гільдії кіноакторів США — номінація: за найкращу жіночу роль другого плану (Англійський пацієнт, 1996)
- 1997 — Оскар — перемога в номінації: за найкращу жіночу роль другого плану (Англійський пацієнт, 1996)
- 2001 — Європейський кіноприз — перемога в номінації: приз глядацьких симпатій за найкращу акторку (Шоколад, 2000)
- 2001 — Сезар — номінація: найкраща акторка (Вдова з острову Сен-Пєр, 2000)
- 2001 — Премія Гільдії кіноакторів США — номінація: за найкращий акторський склад в ігровому кіно (Шоколад, 2000)
- 2001 — Премія Гільдії кіноакторів США — номінація: за найкращу жіночу роль (Шоколад, 2000)
- 2001 — Оскар — номінація: за найкращу жіночу роль (Шоколад, 2000)
- 2001 — Золотий глобус — номінація: найкраща жіноча роль (комедія або мюзикл) (Шоколад, 2000)
- 2001 — Британська академія телебачення та кіномистецтва — номінація: премія за найкращу жіночу головну роль (Шоколад, 2000)
- 2003 — Сезар — номінація: найкраща акторка (Історія кохання, 2002)
- 2005 — Європейський кіноприз — номінація: найкраща акторка (Приховане, 2005)
- 2006 — Премія Лондонського кола кінокритиків — номінація: найкраща жіноча роль за рік (Приховане, 2005)
- 2006 — Премія британського незалежного кіно — номінація: Найкраща акторка британського незалежного фільму (Вторгнення, 2006)
- 2010 — Каїрський міжнародний кінофестиваль — нагорода за життєві досягнення
- 2010 — Каннський кінофестиваль — перемога в номінації: найкраща жіноча роль (Завірена копія, 2010)
- 2018 — Премія «Кришталевий глобус» — перемога в номінації: найкраща акторка (Нехай світить сонце, 2017)